# Ah ! mon petit puceau !
Pour plus de détails, voir Fiche technique et Distribution.
Ah ! mon petit puceau ! (Grazie... nonna) est une comédie érotique italienne réalisée par Marino Girolami et sortie en 1975.

## Synopsis
L'ingénieur Persichetti vit à Pise avec ses deux fils et sa gouvernante dans une villa. Un jour, il apprend que son propre père, qui a émigré plusieurs années auparavant à Caracas, est décédé et que sa seconde épouse arrive pour le rejoindre. Tout le monde s'attend à voir arriver une vieille femme, mais c'est une femme dans la force de l'âge, Marijuana, qui se présente à l'aéroport. Père et fils essaient, sans grand succès, de profiter des bonnes grâces de Marijuana ; le seul qui réussit à passer plus de temps avec elle est Carletto, le plus jeune fils de l'ingénieur, qui est fortement attiré par Marijuana et qui repousse continuellement une fille de son âge nommée Marinella.
En raison d'un engagement familial, Carletto reste seul à la maison avec Marijuana pendant toute une journée et passe une nuit d'amour avec elle. Le lendemain, Carletto et Marijuana apprennent que Marinella a tenté de se suicider par amour et la rejoignent à l'hôpital. Après avoir été rassurée sur son état de santé, qui est désormais hors de danger, Marijuana demande à tout le monde de parler seul à seul à Marinella. Marijuana conseille à la jeune fille d'adopter une attitude et une tenue plus féminines si elle veut attirer l'attention de Carletto. Mais bientôt, Marijuana arrive au terme de son séjour à Pise et doit retourner dans sa ville natale.

## Fiche technique
- Titre italien : Grazie... nonna[1]
- Titre français : Ah ! mon petit puceau ![2]
- Réalisateur : Marino Girolami (sous le nom de « Franco Martinelli »)
- Scénario : Romano Scandariato (it), Marino Girolami
- Photographie : Salvatore Caruso
- Montage : Eugenio Alabiso
- Musique : Enrico Simonetti, Claudio Simonetti, Goblin
- Décors : Eugenio Liverani, Giorgio Gallani
- Costumes : Silvana Scandariato
- Production : Corrado Prisco
- Société de production : CPM Cinematografica S.r.L.
- Pays de production :  Italie
- Langue originale : italien
- Format : Couleur - 1,85:1 - Son mono - 35 mm
- Durée : 95 minutes
- Genre : Comédie érotique italienne
- Dates de sortie :
  - Italie : 27 mars 1975
  - France : 23 mai 1979

## Distribution
- Edwige Fenech : Marijuana, belle-mère de Pino Persichetti
- Valerio Fioravanti : Carletto Persichetti
- Enrico Simonetti : Eng. Pino Persichetti
- Fabrizio Cardinali : Giorgio Persichetti, le fils aîné
- Valeria Fabrizi : Celeste, la gouvernante
- Gianfranco D'Angelo : Fra' Domenico
- Graziella Mossini : Marinella

## Production
Il s'agit d'une comédie érotique mettant en scène Valerio Fioravanti — futur terroriste des Noyaux armés révolutionnaires (NAR) — dans le rôle d'un adolescent timide. Le restaurant de bord de mer où Carletto et Marijuana vont déjeuner est L'arsella à Marina di Pisa.